# Lliga dels Comunistes

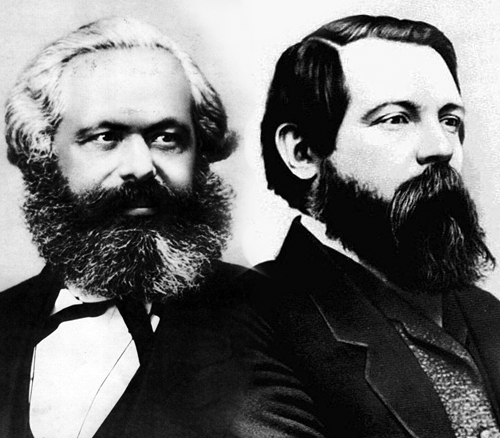
Karl Marx i Friedrich Engels cap el 1860.

La Lliga dels Comunistes o Lliga comunista va ser una organització revolucionària fundada a Londres el juny de 1847, com a resultat de la reconversió de la Lliga dels Justos per tal d'allunyar-se d'orientacions religioses i utòpiques, formada majoritàriament per obrers i artesans alemanys exiliats que aspiraven a establir-hi una societat de béns, i integrar el Comitè de Correspondència Comunista fundat a Brussel·les a principis de 1846 per Karl Marx i Friedrich Engels. El febrer de 1848 es va fer públic el seu programa sota el nom de Manifest del Partit Comunista.

## Fundació
El 1836 va sorgir a París l'organització clandestina d'emigrats alemanys Lliga dels Justos a partir de la Lliga dels Proscrits fundada dos anys abans. El seu principal teòric era Wilhelm Weitling que s'oposava a la via reformista defensada fins llavors per la majoria dels socialistes utòpics i que assenyalava a la classe obrera com la protagonista de la revolució que hauria de portar una societat «comunista» estructurada en «associacions de famílies» seguint el model de Crist. A mitjans de la dècada de 1840 es van apropar a la Lliga dels Justos dos exiliats alemanys, Karl Marx i Friedrich Engels, que a principis de 1846 havien fundat a Brussel·les, amb Philippe Gigot, el Comitè de Correspondència Comunista. Marx — de la mateixa manera que el francès Proudhon — havia manifestat la seva admiració per Weitling a qui considerava molt superior a «la mediocritat de la literatura política alemanya», però no compartia la seva concepció comunista cristiana i les seves crítiques divulgades pel Comitè de Correspondència van trobar cada vegada més ressò entre els membres de la Lliga, especialment en la secció de Londres encapçalada per Karl Schapper. Així el juny de 1847 es va celebrar un congrés de la Lliga dels Justos a la capital britànica on es va aprovar la integració del Comitè a la Lliga i el canvi del nom. També es va canviar el seu lema: «Proletaris de tots els països uniu-vos!», va substituir a «Tots els homes són germans». Es van elaborar uns projectes d'estatuts —l'article 1 deia: «La Lliga té la meta d'alliberar a l'home de l'esclavitud, mitjançant la difusió de la comunitat de béns i la seva realització pràctica quan més ràpid sigui possible»— que van ser enviats a totes les seccions de la Lliga, inclosa la de Nova York. Per difondre el nou ideari es va editar el diari Kommunistische Zeitung —del que només va sortir al carrer un número— on s'hi recolzava l'aliança proletària amb la burgesia per derrocar l'Antic Règim, assegurant-se al mateix temps que les llibertats de reunió i de premsa fossin reconegudes.

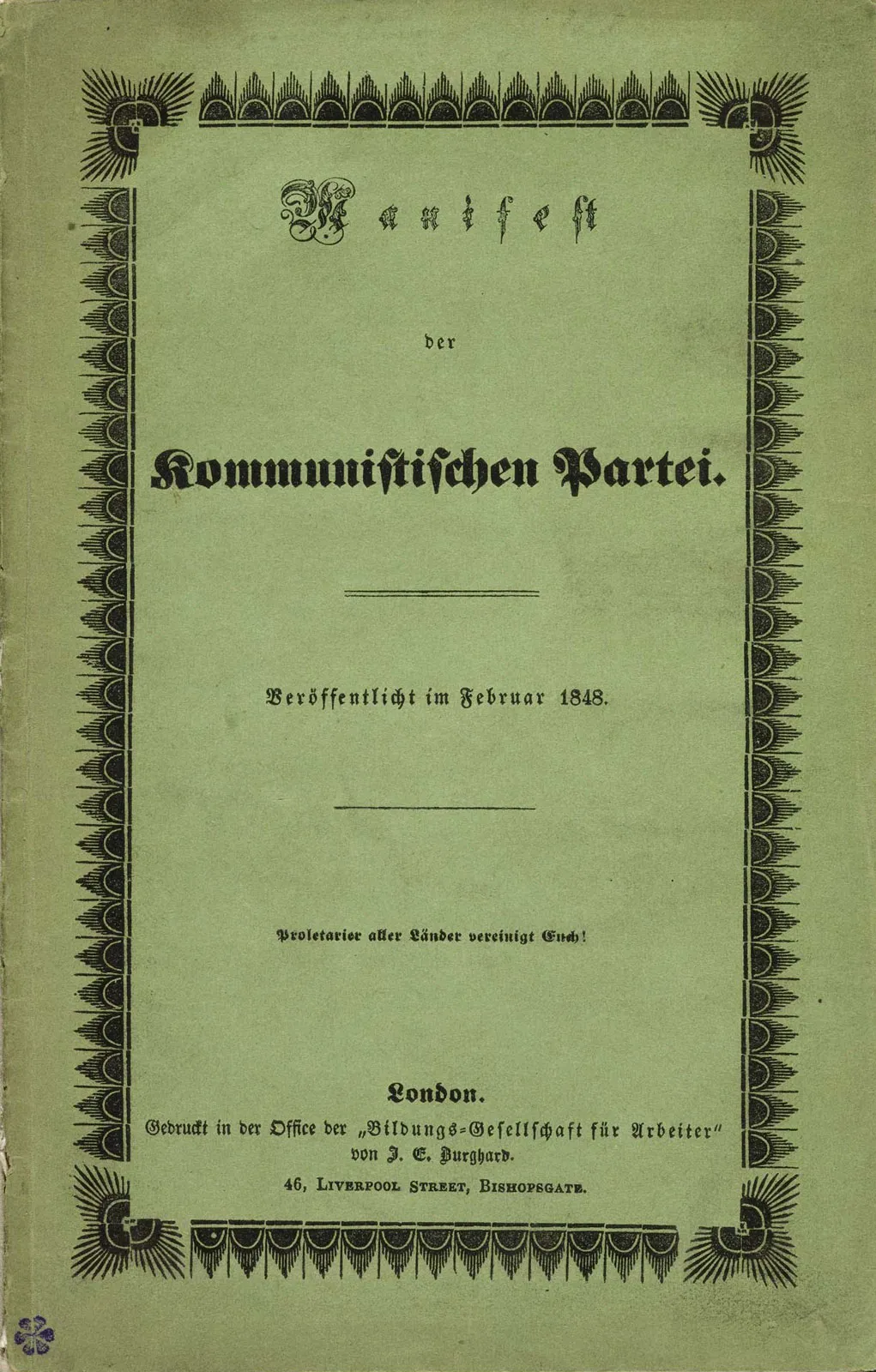
Primera edició del Manifest del Partit Comunista (Londres, 1848).

El desembre d'aquest mateix any es va celebrar a Londres el segon congrés de la nova Lliga, sota la presidència de Schapper, i al que van assistir nombrosos militants i delegats de les diverses seccions, com el cartista Julian Harney, representant de Gran Bretanya, o Victor Tedesco, de l'agrupació de Lieja. Marx i Engels van assistir en qualitat de delegats de les seccions de Brussel·les i de París, respectivament. En el Congrés es van abandonar oficialment les concepcions comunistes de Weitling i es van adoptar les tesis marxistes. Es va adoptar com a objectiu «el derrocament de la burgesia, el domini del proletariat, l'abolició de la vella societat de classes i la fundació d'una societat nova, sense classes, ni propietat privada». Pel que fa als estatuts es va adoptar el principi del centralisme democràtic i es van eliminar tots els aspectes «conspiratius» de l'organització, que tenia uns 500 membres.
Després d'un congrés el juny Marx i Engels van rebre l'encàrrec de redactar el projecte de declaració de la Lliga, que seria presentat a les diverses seccions pel seu debat. Engels va elaborar un primer esborrany a petició de la secció parisenca en forma d'exposició de la seva doctrina, sota el títol Principis del comunisme, però, després del congrés de desembre, va ser Marx el que el va escriure —utilitzant l'esborrany d'Engels— i va ser publicat a Londres el febrer de l'any següent amb el títol Manifest del Partit Comunista.

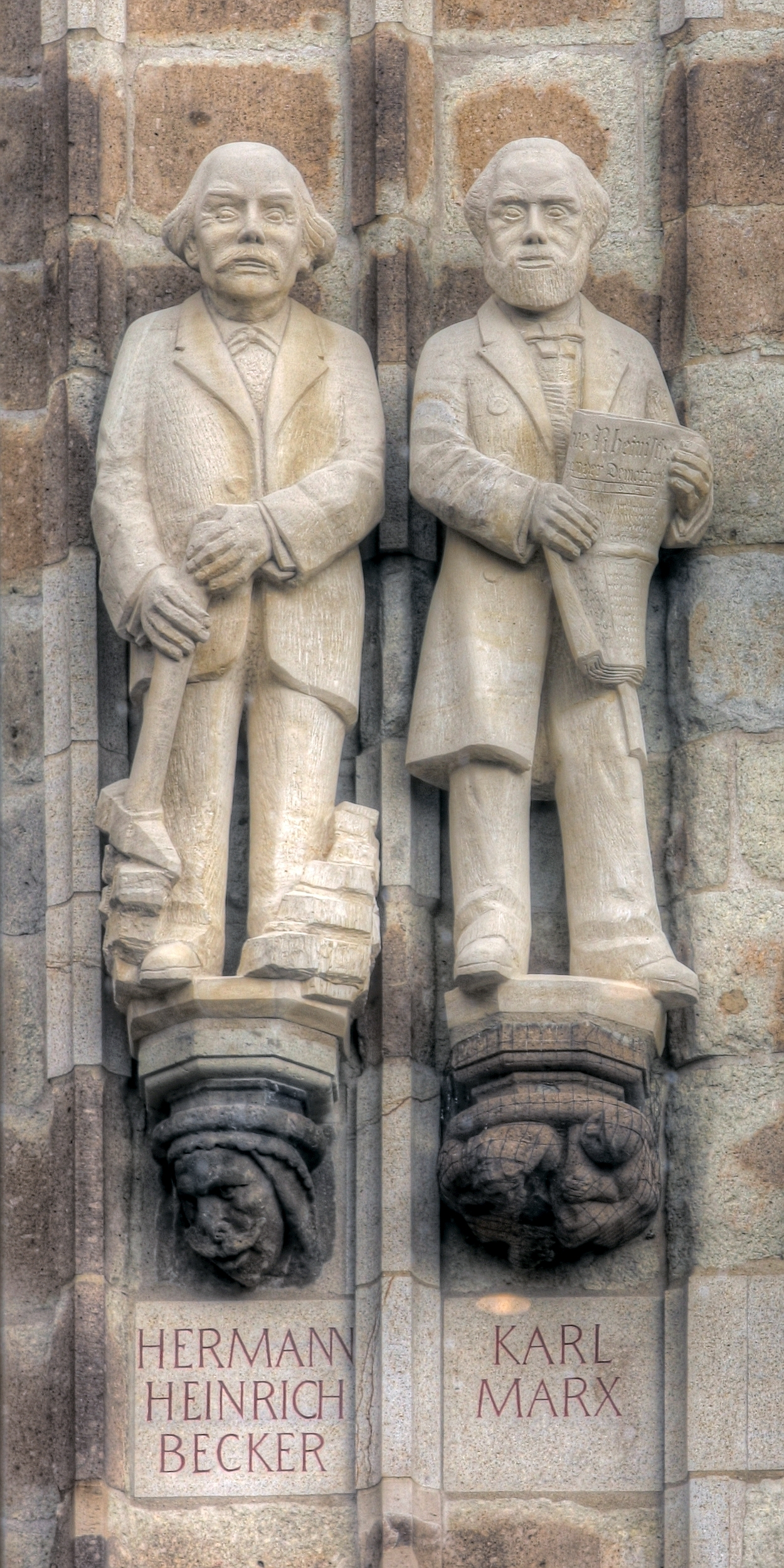
Estàtues de Hermann Heinrich Becker (esquerra), destacat membre de la secció de Colònia, i de Marx (dreta), a l'edifici de l'Ajuntament de Colònia.

## Revolució alemanya de 1848-1849
En esclatar la revolució alemanya de març de 1848, Marx va viatjar immediatament de París a Magúncia i després a Colònia; a la primera ciutat va difondre les «Disset reivindicacions del Partit Comunista», un text en el qual aplicava els principis de la Lliga a la situació que estava vivint Alemanya —al costat de la crida a favor d'una República alemanya «una i indivisible», propugnava la nacionalització de les propietats de la noblesa, dels ferrocarrils i de la banca i la creació de Tallers Nacionals. A Colònia, on va fixar la seva residència, Marx va començar a editar a partir de juny el diari Neue Rheinische Zeitung (Nova Gaseta Renana). Gairebé al mateix temps un altre membre de la Lliga, Stephan Born, fundava a Berlín la Fraternitat Obrera Alemanya (Allgemeine Deutsche Arbeiterverbrüderung).
El febrer de 1849 Marx va ser detingut acusat d'incitar al rebuig del pagament dels impostos i va ser condemnat al desterrament per haver «violat els drets d'hospitalitat». A conseqüència d'això la Nova Gaseta Renana va tancar i en el seu últim número, imprès amb tinta vermella, els redactors van recordar que «l'última paraula serà en tot lloc, i sempre, l'emancipació de la classe obrera».

## Reconstrucció i dissolució (1849-1852)
Obligat a abandonar Alemanya, Marx va marxar a París i des d'allí a Londres, on es va reunir amb Friedrich Engels que, després d'haver fracassat en l'aixecament del Kurpfalz, havia aconseguit fugir a Suïssa. Amb l'ajuda de Willich, de Schapper, que també havia escapat de la repressió que va seguir al fracàs de la Revolució de Març, i de Johann Eccarius, van reorganitzar la Lliga intentant convertir-la en un partit de professionals revolucionaris. Per això van enviar a Alemanya a principis de 1850 a Heinrich Bauer, mentre que Marx presidia la Societat Universal dels Comunistes Revolucionaris que seria l'encarregada d'encapçalar la insurrecció popular. A més ell i Engels van promoure una revista «polític-econòmica» editada a Hamburg a la que van posar el mateix títol que el desaparegut diari de Colònia, Nova Gaseta Renana.
Durant el 1850 Marx cada vegada es va mostrant més negatiu sobre la possibilitat que estigués proper el triomf de la revolució socialista, així que va proposar que la Lliga abandonés la idea de convertir-se en un grup de «conspiradors professionals» per dedicar-se preferentment a la propaganda i inculcar i estendre així la consciència de classe entre el proletariat, preparant-lo per a la futura revolució. El pessimisme de Marx va ser rebutjat per altres destacats membres de la Lliga, com Schapper, Willich i Moses Hess, que seguien afirmant que la revolució encara era possible si una minoria decidida —la mateixa Lliga— l'encapçalava. L'enfrontament es va donar en la reunió del comitè central celebrat a Londres el 15 de setembre de 1850. Marx va optar per marxar a Colònia on la secció local era favorable a les seves tesis i contrària a les dels qui Marx anomenava «alquimistes» de la revolució, pels qui «el motor de la revolució no és la situació real, sinó la simple voluntat».

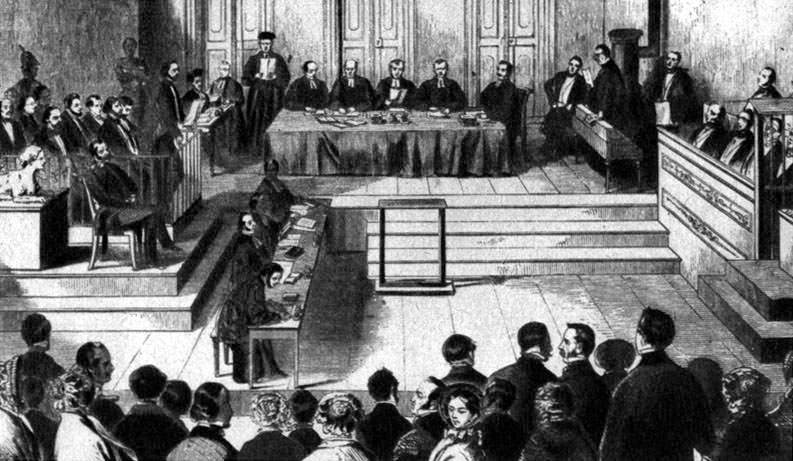
Procés dels comunistes de Colònia (1852).

Mentrestant la Lliga havia aconseguit reconstruir-se en diversos Estats alemanys —utilitzant en moltes ocasions com a cobertura les societats gimnàstiques i de tir— gràcies sobretot a la labor de propaganda de Friedrich Lessner des de Magúncia i de Josef Weydemeyer des de Frankfurt, i de la secció de Colònia, encapçalada per Roland Daniels, Heinrich Bürgers i Hermann Heinrich Becker. Però va durar poc temps, ja que va ser desmantellada per la policia arran de la detenció a Leipzig el maig de 1851 d'un militant, el sastre Peter Nothjung, que portava damunt important documentació. Els detinguts van ser acusats de participar en una conspiració dirigida per Marx i, encara que quatre van ser absolts pel tribunal de Colònia, set van ser condemnats a diferents penes de presó.
El judici va suposar el final de la Lliga i Marx va dissoldre-la, abandonar les seves activitats revolucionàries per dedicar-se a aprofundir els seus coneixements d'economia política que el conduirien a redactar El capital, treballar de periodista i participar en l'organització de la primera Associació Internacional dels Treballadors.